# Psaenythia physalidis
Psaenythia physalidis är en biart som beskrevs av Carlos Schrottky 1907. Psaenythia physalidis ingår i släktet Psaenythia och familjen grävbin. Inga underarter finns listade i Catalogue of Life.